# Othon Ier de Brunswick
Pour les articles homonymes, voir Othon Ier.
Othon Ier, né vers 1204 et mort le 9 juin 1252 à Lunebourg, est le premier duc de Brunswick-Lunebourg de 1235 jusqu'à sa mort. Issu de la puissante dynastie des Welf (maison de Brunswick), il est appelé « Othon l'Enfant » (en allemand : Otto das Kind) pour le distinguer de son oncle, l'empereur Otton IV.

## Biographie

Les territoires saxons des Welf (en orange) vers l'an 1235.

Othon est le fils du prince Guillaume de Lunebourg (1184–1213) et de son épouse Hélène († 1233), fille du roi Valdemar Ier de Danemark. Guillaume, fils cadet du duc Henri le Lion, était l'héritier du patrimoine des Welf dans l'ancien duché de Saxe. Encore mineur à la mort de son père (d'où son nom), Othon est mis sous la tutelle de sa mère jusqu'en 1218. En 1223, son oncle le comte palatin Henri l'Ancien l'établit son successeur en tous les domaines des Welf.
Afin de se protéger de l'animosité de l'empereur Frédéric II vis-à-vis de sa famille, Othon juge prudent de s'allier avec son oncle maternel le puissant roi Valdemar II de Danemark qui en contrepartie apprécie d'avoir un appui contre ses ennemis du nord de la Germanie. Cette alliance est finalement préjudiciable au Brunswick. Othon est d'abord fait comte de Garding et de Thetesbüll en Jutland par Valdemar II ; plus tard, il participe à la bataille de Mölln en 1225 et à la bataille de Bornhöved en 1227 aux côtés des Danois qui sont vaincus et perdent leur hégémonie dans la région. Lors de la seconde défaite, Othon est capturé et emmené à Schwerin, où il est enfermé dans la forteresse. L'Empereur met à profit sa captivité pour tenter de le spolier de ses domaines. 
Après la mort de son geôlier le comte Henri de Schwerin et à la suite de sa libération par l'intercession du roi Henri d'Angleterre et du pape Grégoire IX, il peut s'emparer finalement de la ville de Brunswick en septembre 1228. Il prend le titre de duc du consentement des citoyens, avant même d'avoir reçu de l'Empereur l'investiture de ce duché. Othon, qui se révélait être un souverain habile, avait également conclu une alliance stratégique avec les margraves Jean et Othon III de Brandebourg, ses voisins de l'Est ; grâce à eux, il a paré les attaques de Henri (VII), le fils de l'Empereur. Finalement, en 1235, il fait la paix avec Frédéric II et les Hohenstaufen : à la diète de Mayence, il reçoit l'investiture de ses États comme fief de l'Empire, avec le titre de duc de Brunswick et de Lunebourg.
Pendant son règne, Othon concéda les droits municipaux aux villes de Brunswick, Goettingue, Osterode, Lunebourg et Münden. En 1241, le Duc promet aux citoyens de Hanovre que la ville ne sera plus cédée en fief. 
À sa mort, ses deux fils aînés Albert et Jean lui succèdent, d'abord conjointement, puis séparément à partir de 1269 : Albert, l'aîné, reste prince de Brunswick-Wolfenbüttel, tandis que Jean devient le premier prince de Lunebourg.

## Descendance
En 1228, Othon Ier épouse Mathilde (morte en 1261), fille du margrave Albert II de Brandebourg. Dix enfants sont nés de cette union :
- Mathilde (bg) (morte en 1295 ou 1296), épouse en 1245 le prince Henri II d'Anhalt-Aschersleben ;
- Hélène (bg) (1223-1273), épouse en 1239 ou 1240 le landgrave Hermann II de Thuringe, veuve en 1241, épouse en 1247 ou 1248 le duc Albert Ier de Saxe ;
- Othon (mort en 1247) ;
- Élisabeth (de) (morte en 1266), épouse en 1252 le roi des Romains Guillaume de Hollande ;
- Albert Ier, duc de Brunswick et Lunebourg puis duc de Brunswick ;
- Jean, duc de Brunswick et Lunebourg puis prince de Lunebourg ;
- Othon (de) (mort en 1279), évêque de Hildesheim ;
- Conrad (de) (mort en 1300), évêque de Verden ;
- Adélaïde (morte en 1274), épouse le landgrave Henri Ier de Hesse ;
- Agnès (morte vers 1302), épouse en 1263 le prince Wisław II de Rügen.

## Source
Cet article comprend des extraits du Dictionnaire Bouillet. Il est possible de supprimer cette indication, si le texte reflète le savoir actuel sur ce thème, si les sources sont citées, s'il satisfait aux exigences linguistiques actuelles et s'il ne contient pas de propos qui vont à l'encontre des règles de neutralité de Wikipédia.